# Gymnochiromyia hawaiiensis
Gymnochiromyia hawaiiensis är en tvåvingeart som beskrevs av Hardy 1980. Gymnochiromyia hawaiiensis ingår i släktet Gymnochiromyia och familjen gulflugor. Inga underarter finns listade i Catalogue of Life.